# San Carlos (Arizona)
San Carlos – jednostka osadnicza w Stanach Zjednoczonych, w stanie Arizona, w hrabstwie Gila.